# كوميرك
كوميرك (بالإنجليزية: Commerce, Oklahoma)‏ هي مدينة تقع بولاية أوكلاهوما في الولايات المتحدة. تبلغ مساحة هذه المدينة 2.1 (كم²)، وترتفع عن سطح البحر 247 م، بلغ عدد سكانها 2473 نسمة في عام 2010 حسب إحصاء مكتب تعداد الولايات المتحدة.

## التركيبة السكانية
حدّد مكتب تعداد الولايات المتحدة بيانات التركيبة السكانية لكوميرك في تعداد الولايات المتحدة. في ما يلي، التركيبة السكانية حسب تعدادي 2000 و2010.

### تعداد عام 2000
بلغ عدد سكان كوميرك 2,645 نسمة بحسب تعداد عام 2000، وبلغ عدد الأسر 968 أسرة وعدد العائلات 693 عائلة مقيمة في المدينة. في حين سجلت الكثافة السكانية 454.5 نسمة لكل كيلومتر مربع (1,177.1/ميل2). وبلغ عدد الوحدات السكنية 1,079 وحدة بمتوسط كثافة قدره 185.4 لكل كيلومتر مربع (480.2/ميل2).
وتوزع التركيب العرقي للمدينة بنسبة 68.05% من البيض و0.64% من الأمريكيين الأفارقة و13.35% من الأمريكيين الأصليين و0.19% من الأمريكيين ذوي الأصول الآسيوية و0.11% من سكان جزر المحيط الهادئ و11.68% من الأعراق الأخرى و5.97% من عرقين مختلطين أو أكثر و18.53% من الهسبانيون أو اللاتينيون من أي عرق.
بلغ عدد الأسر 968 أسرة كانت نسبة 40.7% منها لديها أطفال تحت سن الثامنة عشر تعيش معهم، وبلغت نسبة الأزواج القاطنين مع بعضهم البعض 51.3% من أصل المجموع الكلي للأسر، ونسبة 14.9% من الأسر كان لديها معيلات من الإناث دون وجود شريك، بينما كانت نسبة 5.4% من الأسر لديها معيلون من الذكور دون وجود شريكة وكانت نسبة 28.4% من غير العائلات. تألفت نسبة 25.3% من أصل جميع الأسر من عدة أفراد يعيشون في نفس المنزل ونسبة 12.3% كانت تتألف من شخص يعيش بمفرده يبلغ من العمر 65 عاماً أو أكثر. وبلغ متوسط حجم الأسرة المعيشية 2.65، أما متوسط حجم العائلات فبلغ 3.18.
بلغ العمر الوسطي للسكان 31.9 عاماً. وكانت نسبة 29.7% من القاطنين تحت سن الثامنة عشر، وكانت نسبة 10.7% بين الثامنة عشر والرابعة والعشرين عاماً، ونسبة 26% كانت واقعةً في الفئة العمرية ما بين الخامسة والعشرين والرابعة والأربعين عاماً، ونسبة 18% كانت ما بين الخامسة والأربعين والرابعة والستين، ونسبة 12.8% كانت ضمن فئة الخامسة والستين عاماً فما فوق. يوجد لكل 100 أنثى 93.4 ذكر، ويوجد لكل 100 أنثى في الثامنة عشر من عمرها فما فوق 88.9 ذكر.
بلغ متوسط دخل الأسرة في المدينة 25,982 دولارًا، أما متوسط دخل العائلة فبلغ 30,547 دولارًا. وكان متوسط دخل الذكور 25,104 دولارًا مقابل 18,466 دولارًا للإناث. وسجل دخل الفرد الخاص بالمدينة 11,734 دولارًا. وكانت نسبة 14.7% من العائلات ونسبة 16.7% من السكان تحت خط الفقر، وكان من هؤلاء نسبة 22.8% تحت سن الثامنة عشر ونسبة 13.9% في الخامسة والستين من العمر وما فوق.

### تعداد عام 2010
بلغ عدد سكان كوميرك 2,473 نسمة بحسب تعداد عام 2010، وبلغ عدد الأسر 896 أسرة وعدد العائلات 621 عائلة مقيمة في المدينة. في حين سجلت الكثافة السكانية 424.9 نسمة لكل كيلومتر مربع (1,100.5/ميل2). وبلغ عدد الوحدات السكنية 1,035 وحدة بمتوسط كثافة قدره 177.8 لكل كيلومتر مربع (460.5/ميل2).
وتوزع التركيب العرقي للمدينة بنسبة 64.09% من البيض و0.32% من الأمريكيين الأفارقة و14.84% من الأمريكيين الأصليين و0.57% من الأمريكيين ذوي الأصول الآسيوية و0.20% من سكان جزر المحيط الهادئ و15.04% من الأعراق الأخرى و4.93% من عرقين مختلطين أو أكثر و21.51% من الهسبانيون أو اللاتينيون من أي عرق.
بلغ عدد الأسر 896 أسرة كانت نسبة 36% منها لديها أطفال تحت سن الثامنة عشر تعيش معهم، وبلغت نسبة الأزواج القاطنين مع بعضهم البعض 46.2% من أصل المجموع الكلي للأسر، ونسبة 17.5% من الأسر كان لديها معيلات من الإناث دون وجود شريك، بينما كانت نسبة 5.6% من الأسر لديها معيلون من الذكور دون وجود شريكة وكانت نسبة 30.7% من غير العائلات. تألفت نسبة 26.5% من أصل جميع الأسر من عدة أفراد يعيشون في نفس المنزل ونسبة 13.4% كانت تتألف من شخص يعيش بمفرده يبلغ من العمر 65 عاماً أو أكثر. وبلغ متوسط حجم الأسرة المعيشية 2.69، أما متوسط حجم العائلات فبلغ 3.23.
بلغ العمر الوسطي للسكان 37.3 عاماً. وكانت نسبة 27.7% من القاطنين تحت سن الثامنة عشر، وكانت نسبة 7.8% بين الثامنة عشر والرابعة والعشرين عاماً، ونسبة 24.4% كانت واقعةً في الفئة العمرية ما بين الخامسة والعشرين والرابعة والأربعين عاماً، ونسبة 22.6% كانت ما بين الخامسة والأربعين والرابعة والستين، ونسبة 17.5% كانت ضمن فئة الخامسة والستين عاماً فما فوق. وتوزع التركيب الجنسي للسكان بنسبة 48.2% ذكور و51.8% إناث.

## وصلات خارجية
- www.commerceokla.com
- The US50 - Cities and Towns in Oklahoma State